# MRPS35
MRPS35 (англ. Mitochondrial ribosomal protein S35) – білок, який кодується однойменним геном, розташованим у людей на короткому плечі 12-ї хромосоми. Довжина поліпептидного ланцюга білка становить 323 амінокислот, а молекулярна маса — 36 844.
| 10         |  | 20         |  | 30         |  | 40         |  | 50         |
| ---------- |  | ---------- |  | ---------- |  | ---------- |  | ---------- |
| MAAAALPAWL |  | SLQSRARTLR |  | AFSTAVYSAT |  | PVPTPSLPER |  | TPGNERPPRR |
| KALPPRTEKM |  | AVDQDWPSVY |  | PVAAPFKPSA |  | VPLPVRMGYP |  | VKKGVPMAKE |
| GNLELLKIPN |  | FLHLTPVAIK |  | KHCEALKDFC |  | TEWPAALDSD |  | EKCEKHFPIE |
| IDSTDYVSSG |  | PSVRNPRARV |  | VVLRVKLSSL |  | NLDDHAKKKL |  | IKLVGERYCK |
| TTDVLTIKTD |  | RCPLRRQNYD |  | YAVYLLTVLY |  | HESWNTEEWE |  | KSKTEADMEE |
| YIWENSSSER |  | NILETLLQMK |  | AAEKNMEINK |  | EELLGTKEIE |  | EYKKSVVSLK |
| NEEENENSIS |  | QYKESVKRLL |  | NVT        |  |            |  |            |

A: Аланін

C: Цистеїн

D: Аспарагінова кислота

E: Глутамінова кислота

F: Фенілаланін

G: Гліцин

H: Гістидин

I: Ізолейцин

K: Лізин

L: Лейцин

M: Метіонін

N: Аспарагін

P: Пролін

Q: Глутамін

R: Аргінін

S: Серин

T: Треонін

V: Валін

W: Триптофан

Кодований геном білок за функціями належить до рибонуклеопротеїнів, рибосомних білків. 
Задіяний у такому біологічному процесі, як альтернативний сплайсинг. 
Локалізований у мітохондрії.